# Доставляя счастье
«Доставляя счастье. От нуля до миллиарда» (англ. Delivering Happiness. A Path to Profits, Passion, and Purpose) — книга Тони Шея о своём пути предпринимателя и том, как создавалась компания Zappos.com, CEO которой он является.

## История создания
Шей начал работу над книгой в начале сентября 2009 года, будучи на отдыхе на озере Тахо во время национального праздника Дня Труда. Большая часть книги подана как поток сознания. Во многом благодаря этому Тони удалось написать «Доставляя счастье» в кратчайшие сроки. Так, зачастую он каждый день отправлял своему нью-йоркскому редактору текст в три тысячи слов. При этом он продолжал исполнять обязанности генерального директора Zappos и выступал на множестве публичных мероприятий. Он вспоминал, что во время работы над книгой спал по четыре часа, а часто и того меньше. Чтобы не спать, Тони, по его собственным словам, «пробовал кофе. И алкоголь. Потом кофе и алкоголь. Наконец просто помещал зёрна кофе в бутылку водки». В результате на рукопись ушло две с половиной недели

## Сюжет
Книга состоит из трёх частей: прибыль, прибыль и увлечение, прибыль, увлечение и цель. В качестве приложения Шей даёт 10 самых важных уроков, полученных из интернет-торговли.

### Прибыль
Шей рассказывает о том, что предшествовало Zappos. О своей ферме по разведению дождевых червей, когда ему было 9; учёбе в Гарварде. В этой же главе рассказывается о сети баннерного обмена LinkExchange, где он был в числе сооснователей, её быстром росте и продаже в 1998 Microsoft за 265 миллионов долларов. На вырученные средства был основан фонд Venture Frogs, инвестировавший деньги в разные проекты, среди которых был и Zappos.

### Прибыль и увлечение
Глава посвящена становлению Zappos, куда Тони Шей пришел в 1999 году в качестве консультанта и инвестора, а с 2000 возглавил компанию. Шей делится внутренними документами и перепиской, которые, по его задумке, должны объяснить читателям особенности внутрикорпоративной культуры Zappos. Большое внимание уделяется философии компании, которая позволила выделиться на конкурентном рынке, завоевать армию поклонников и нарастить менее чем за десять лет продажи с нуля до миллиарда.

### Прибыль, увлечение и цель
В 2009 Zappos была куплена Amazon за $1,2 млрд. Однако покупатель так ценил дух приобретенной компании, что сохранил её автономию и Тони на посту СЕО. В этой главе Шей делится мыслями по ведению бизнеса, созданию неповторимой и дружественной атмосферы внутри компании, описывает своё видение того, как повысить уровень развития себя и членов команды. Основной темой части становится счастье, высшая ценность для сотрудников и покупателей.

## Реакция на книгу
Перед премьерой Шей отправил блогерам копии книги в обмен на рецензии. Кроме того, Шей с командой заключили партнерское соглашение, по которому каждый, кто пожертововал фонду помощи онкобольным Livestong $33, получал книгу бесплатно и шанс выиграть поездку в Нью-Йорк. Значимые издания вроде The Washington Post, CNBC, TechCrunch, The Huffington Post и The Wall Street Journal написали о выходе книги Всё вместе позволило «Доставляя счастье» дебютировать под номером 1 в авторитетном New York Times Best Seller List и оставаться в рейтинге непрерывно 27 недель. Книга оставалась девять недель в рейтинге бестселлеров USA Today и входила в Топ-10 бестселлеров на Амазоне в июне и июле 2010.
Российское издание для предпринимателей Hopes and Fears включило «Доставляя счастье» в список самых полезных книг для стартапа.
На Конференции Разработчиков Игр 2011 Сергей Орловский сказал что руководствовался этой книгой при построении его компании Nival.